# Уаттара, Якуба
Билли Якуба Уаттара (англ. Billy Yakuba Ouattara; род. 24 января 1992 года, Тепа, Гана) — ганский и французский профессиональный баскетболист, играющий на позиции разыгрывающего. Выступает за баскетбольный клуб «Париж».

## Профессиональная карьера
Профессиональную карьеру Уаттара начал во французской команде «Элан Шалон» в 2012 году в возрасте 20 лет. Провёл в команде два сезона, затем подписал годичный контракт с другим французским клубом «Денен Вольтер», которая выступала во второй по значимости лиге Франции. В сезоне помог клубу выйти в Финал лиги, однако в финале команда проиграла клубу «Йер-Тулон Вар». 24 июля 2015 года Уаттара подписал контракт с «Монако», командой, которая вернулась в Лигу А. Во втором сезоне в «Монако» был приглашен на Матча всех звёзд чемпионата Франции, а также помог клубу выиграть в 2017 году Кубка Франции.
21 июля 2017 года Уаттара подписал двухсторонний контракт с «Бруклин Нетс» и их фарм-клубом в Лиге развития «Лонг-Айленд Нетс». По условиям сделки игрок будет получать игровое время как в основной команде, так и в фарм-клуб, однако большую часть времени будет проводить вне основы. Уаттара стал первым иностранным игроком в НБА, который подписал подобный контракт.
17 декабря 2017 года был отчислен из «Бруклин Нетс», так и не проведя ни одной игр в НБА.
7 августа 2024 года Уаттара подписал контракт с французским клубом «Париж».

## Международная карьера
Из-за невозможности выступать на международных турнирах в составе национальной сборной Ганы, игрок был заигран за национальную сборную Франции.

## Достижения
- 3-кратный чемпион Франции в сезоне (2022/2023, 2023/2024, 2024/2025)
- Обладатель Кубка Франции (2022/23, 2024/2025)